# Ludwig (Saint-Denis)
Ludwig († 867) war der einzige Sohn des Rorgon, des späteren Grafen von Maine aus dem Haus der Rorgoniden und der Rotrud, der Tochter Karls des Großen.
Er war bereits 838 Abt, wurde 840/841 Abt von Saint-Denis und Erzkanzler Karls des Kahlen und einer seiner maßgeblichen Berater. 844 übernahm er zusätzlich die Klöster Saint-Quentin und Saint-Riquier, dann auch die Abtei Saint-Wandrille. 
Als Ludwig und sein Halbbruder Gauzlin in normannische Gefangenschaft gerieten, brachte Karl der Kahle 858 das enorme Lösegeld auf, das für sie gefordert wurde. Gauzlin trat 860 in die königliche Kanzlei ein und wurde nach Ludwigs Tod dessen Nachfolger.
| Personendaten    | Personendaten                                   |
| ---------------- | ----------------------------------------------- |
| NAME             | Ludwig                                          |
| KURZBESCHREIBUNG | fränkischer Abt und Erzkanzler Karls des Kahlen |
| GEBURTSDATUM     | 9. Jahrhundert                                  |
| STERBEDATUM      | 867                                             |